# 弗鲁埃拉一世
弗鲁埃拉一世（或稱弗洛伊拉一世）（西班牙語：Fruela I、Froila I，—768年），被稱為殘酷的，從757年到去世為阿斯圖里亞斯國王，最後死於暗殺。他是阿方索一世的長子並且繼任自他的父親。
他鎮壓了一場巴斯克人的暴亂，並從中擄獲貴族姆妮亞（又稱姆妮娜），隨後與她結婚。或因為他們緊密的關係，一場普通的聯姻使他們兩方家族重新修好，阿斯圖里亞斯官方的解釋是對獨立的巴斯克公爵的外交勝利；更或者，為了減少一群阿拉維塞巴斯克（Alavese Basques）派系的脫離，而冒著他們叛逃到位於埃布羅谷（Ebro valley）的卡希家族的風險，以他的表親姆妮亞為獎勵，因此兩家族更需要進行合作。目前並不清楚是否這樁婚姻促成阿拉瓦（Alava）或其他巴斯克地區成為帶給阿斯圖里亞斯的嫁妝，然而阿斯圖里亞斯及潘普洛納（Pamplona）家族在之後數個世紀的時間拉鋸爭奪這塊區域，兩邊的邊界是不斷推移的，該區域原本有較多的巴斯克色彩，直到後期他們的貴族與卡斯提爾（Castilla）王國聯姻，最後歸於希梅尼斯王朝。她是弗鲁埃拉最終的繼承人阿方索的母親。根據傳說，她也是希梅娜（Jimena）的母親，即傳奇浪漫英雄貝爾納多·德·卡皮歐的外祖母。
在他的統治期間，奧維耶多城市建成，在761年11月25日，馬希莫（Máximo）修道院長跟他的叔叔弗洛梅斯塔諾（Fromestano）建立一個榮耀聖文森的教堂。在弗鲁埃拉的統治之下，教會與國王延續著自他父親—阿方索「天主教徒」統治期間的良好關係。
弗鲁埃拉的統治最後沒能得到善終。由於過去暗殺他的弟弟比梅拉諾（Vimerano，實際上為暱稱）及造成貴族們的不安，他任命比梅拉諾的兒子貝爾穆多為繼承人。不幸地一個反對他的陰謀形成，最終弗鲁埃拉在他的首都坎加斯德奧尼斯被暗殺，並且他的堂弟奧雷利歐被推為下一任國王。
弗鲁埃拉及他的妻子姆妮亞葬於奧維耶多大教堂。